# Didier Godard
Didier Godard (Digione, 1952) è un saggista francese.

## Biografia
Originario del dipartimento della Côte-d'Or, dopo una giovinezza passata tra il Madagascar, l'India e il Regno Unito, Didier Godard, nel 1971, è tornato in Francia per preparare una laurea in giurisprudenza. Militante del Movimento di liberazione omosessuale, nel 2000, i suoi primi scritti sono stati pubblicati nella raccolta Who's who in gay and lesbian history, edita da Routledge.
Tra il 2001 e il 2005, per l'editore di Béziers H&O, ha pubblicato una serie di libri narranti la storia dell'omosessualità maschile dalla comparsa del cristianesimo alla Rivoluzione francese: L'autre Faust, Le goût de Monsieur, Deux hommes sur un cheval e L'amour philosophique; tutti raccolti nella serie intitolata: l'Histoire des sodomites (Storia di sodomiti), seguita da "dizionario" dei Capi di Stato omosessuali o bisessuali.
Successivamente è tornato in Borgogna, la sua regione natale, e si dedica alla scrittura. Ad Arnay-le-Duc fonda una libreria di libri usati, fotografie e cartoline storiche da collezione. Nel 2009 ha pubblicato Les châteaux du canton d'Arnay-le-Duc, Guide historique d'Arnay-le-Duc e Le cimetière d'Arnay.

## Pubblicazioni
- L'Autre Faust, l'omosessualità maschile durante il Rinascimento (Ed. H&O, 2001)
- Le Goût de Monsieur, l'omosessualità maschile nel XVII secolo (Ed. H&O, 2003)
- Deux hommes sur un cheval, l'omosessualità maschile nella Medioevo (Ed. H&O, 2003)
- L'Amour philosophique, l'omosessualità maschile nel secolo dei lumi (Ed. H&O, 2005)
- Dictionnaire des Chefs d'État homosexuels ou bisexuels (Ed. H&O, 2004)
- Les châteaux du canton d'Arnay-le-Duc (Ed. d'Arnay, 2009)
- Guide historique d'Arnay-le-Duc (Ed. d'Arnay, 2009)
- Le Cimetière d'Arnay (Ed. d'Arnay, 2009).